# Rosen Željazkov
Rosen Željazkov (bulharsky Росен Димитров Желязков, * 5. dubna 1968 Sofie) je bulharský politik, od ledna 2025 předseda vlády Bulharska.
V mládí absolvoval studium práv na Sofijské univerzitě. Poté se řadu let živil jako právník. Do politiky vystoupil v roce 1998, když se stal místostarostou sofijské městské části Lozenec. Ve funkci setrval do roku 1999. Postupně zastával různé funkce na komunální úrovni než se v roce 2018 stal bulharským ministrem dopravy. Ve funkci setrval do roku 2021, kdy byl zvolen poslancem Národního shromáždění Bulharska, přičemž v letech 2023 až 2024 působil jako jeho předseda. 
Po parlamentních volbách v říjnu 2024 byl jmenován jedním z členů vyjednávacího týmu strany GERB s cílem vytvořit vládu se stranami Demokratické Bulharsko, Bulharskou socialistickou stranou a ITN. V lednu 2025 se vládu podařilo sestavit a Željazkov tak byl zvolen premiérem země. Ve funkci tak vystřídal Dimitara Glavčeva.